# Гаргальяни
Гаргалья́ни (греч. Γαργαλιάνοι) — малый город в Греции. Расположен на высоте 287 метров над уровнем моря, в 5 километрах к востоку от побережья Ионического моря на юго-западной оконечности Пелопоннеса, в 210 километрах к юго-западу от Афин, в 42 километрах к западу от Каламаты и в 35 километрах к западу от аэропорта «Капитан-Василис-Констандакопулос». Входит в общину (дим) Трифилию в периферийной единице Месинии в периферии Пелопоннес. Население 5007 жителей по переписи 2011 года. Жители выращивают оливки и виноград.

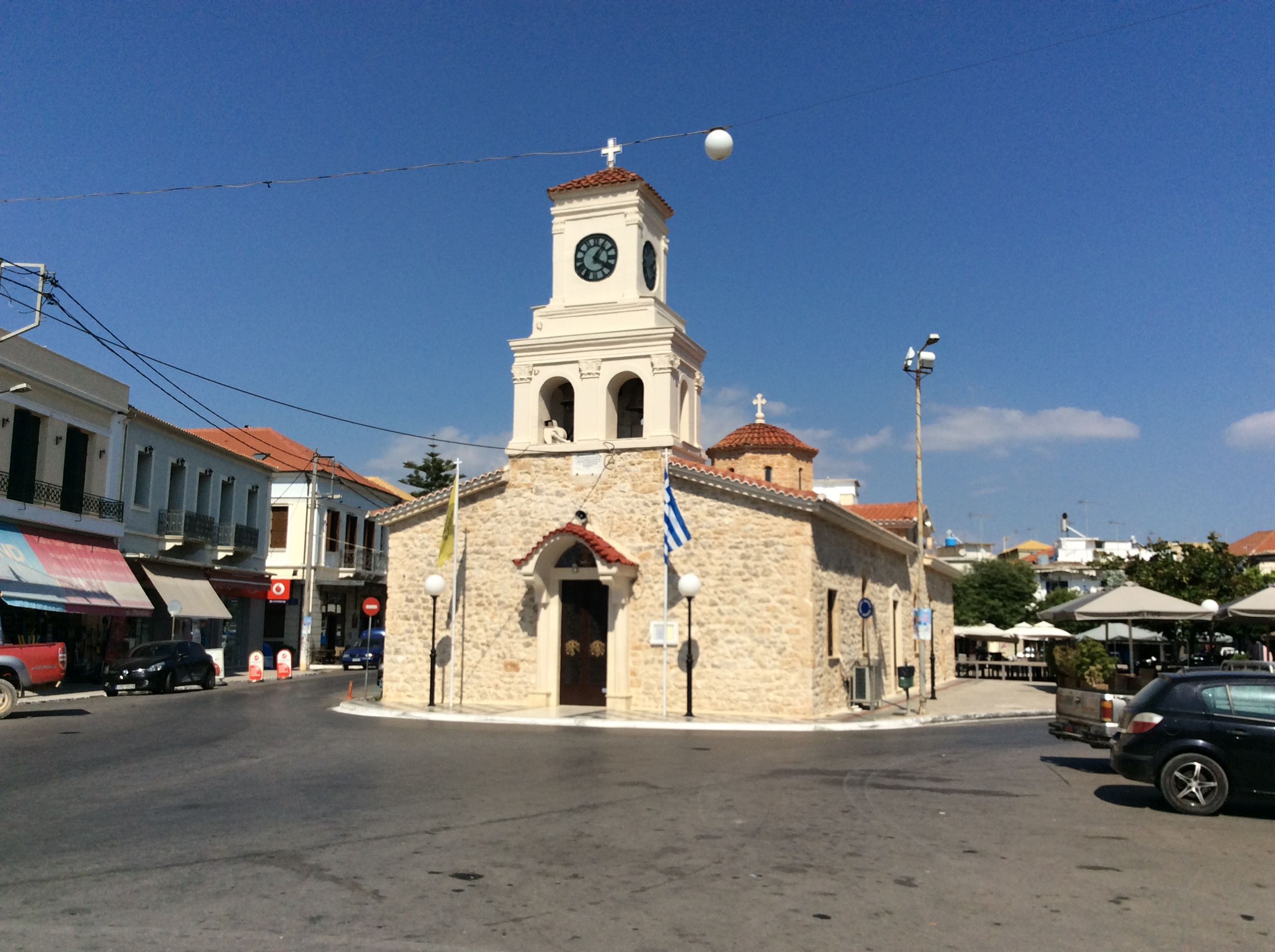
Церковь Ениси-тис-Теотоку (Рождества Пресвятой Богородицы) 1715 года

Расположен в 15 км от Филиатры. Рядом с городом, на западе, у побережья Ионического моря, располагается деревня Маратополис, которая служит портом для Гаргальяни, в 8 километрах — остров Проти. Центр города расположен вокруг площади Колокотрони. Национальная дорога 9 проходит в одном километре к западу.

## История
Область населена с примерно 3000 года до н. э. Относилась к древнему городу Пилосу, владению мифологического царя Нестора. Во времена владычества венецианцев был назван Гаргалиано (итал. Gargaliano). Разрушен в ходе Греческой революции. В последней четверти XIX века и в начале XX века был центром производства изюма.
В 1912 году создано сообщество Гаргальяни.
В конце августа 1935 года началась забастовка виноградарей, которая продолжалась три дня. Против бастующих правительство отправило две дивизии и военный корабль.

## Сообщество Гаргальяни
В общинное сообщество Гаргальяни входят 13 населённых пунктов. Население 5569 жителей по переписи 2011 года. Площадь 54,264 квадратного километра.
| Населённый пункт       | Население (2011), человек |
| ---------------------- | ------------------------- |
| Айос-Стефанос          | 27                        |
| Ватьяс                 | 13                        |
| Вромонерион            | 34                        |
| Врисомилос-Айия-Сотира | 2                         |
| Гаргальяни             | 5007                      |
| Каналос                | 84                        |
| Какинохорафа           | 5                         |
| Лангувардос            | 110                       |
| Ливардзи               | 5                         |
| Пелекитос              | 70                        |
| Пигадия                | 49                        |
| Рикия                  | 31                        |
| Хохласти               | 132                       |

## Население
| Год  | Население, человек |
| ---- | ------------------ |
| 1991 | 5317               |
| 2001 | 5969               |
| 2011 | ↘ 5007             |

## Известные уроженцы
- Сарантос Агапинос (1880—1907) — известный борец за воссоединение Македонии с Грецией, повешен болгарами возле Эдесы[9].
- Феофил III (род. 1952)